# 大过滤器理论

卡尔达肖夫指数的三个等级

大过滤器理论是解释费米悖论的一种假说。大过滤器理论假设，在生命的发展过程中，即从生命起源的早期阶段到卡尔达肖夫指数的最高等级（即Ⅲ级，可利用所在星系全部资源）的过程中，存在着一些特殊的发展障碍（被称作“过滤器”）。因此，人类可探测到的地外生命极其罕见。
大过滤器这个概念由罗宾·汉森提出：目前在可观测宇宙中找不到任何地外文明，意味着高階智慧生命的出现機率很低。这一发现被概念化为“大过滤器”。大过滤器的作用是将可能出现智慧生命的大量场所，减少到实际观察到的能出现具有先进文明的智慧物种（目前发现的只有一个：人类）的极少场所。大过滤器的位置可能位于我们身后（过去）或前方（未来），可能会成为智慧生命进化的障碍，或意味着自我毁灭的機率很高。这一论点的主要结论是：生命越容易进化到我们的阶段，我们未来的机会可能就越渺茫。
这一理论最初是在一篇经济学家罗宾·汉森撰写的题为“大过滤器——我们快过去了吗？”的在线文章中提出的。此文的最初版本写于1996年8月，1998年9月15日，文章最后一次更新。汉森在讨论费米悖论时创造的公式已经被许多已出版的资料认可。

## 主要论点

### 费米悖论
截至目前（2025年），没有可靠的证据显示外星人曾经到访过地球。在现有的技术条件下，我们也没有观测到任何外星智慧生物，搜寻地外文明计划也没有接收到任何来自其他文明的訊息。除了地球以外的宇宙，仿佛是“死了”。汉森说：
看起来，我们的行星和太阳系并没有被外星高階生命占领，我们看到的其他任何东西也没有。相反，我们已经能够通过简单的“死”的物理过程，而不是复杂的有目的的高階生命过程，成功地解释了我们的行星和太阳系、附近恒星、我们的星系，甚至其他星系的行为。
生命趋向于占据每一个适宜的环境。有了诸如自复制航天器之类的技术，这些环境将扩展到邻近的恒星系统，甚至在与宇宙年龄相比仍然很小的更长时间尺度上扩展到其他星系。汉森指出：“如果这样先进的生命已经在我们的星球上大量殖民化，我们现在就已经知道了。”

### 可能的大过滤器
以下是汉森提到的可观测宇宙中可能存在的九个大过滤器，揭示了走向星际殖民的九个关键步骤:
1. 合适的恒星系统（包括有机物和潜在的宜居行星）
2. 可自我复制的分子（例如RNA）
3. 简单的原核单细胞生命
4. 复杂的真核单细胞生命
5. 有性生殖
6. 多细胞生命
7. 会使用工具的智慧生物
8. 有星际殖民潜力的文明（我们现在的状态）
9. 星际殖民

根据大过滤器理论，如果以上列表是完整的，那么其中至少一个步骤是几乎不可能的。如果这不是一个早期步骤（即在我们的过去），那么这意味着不可能的步骤存在于我们的未来，也就是说，我们达到第9步（星际殖民）的前景仍然暗淡。如果过去的步骤实现的機率很高，那么许多文明将发展到目前人类的水準。然而，似乎没有文明能达到第9步，否则银河系中将遍布外星人星际殖民的飞船。
因此，第9步很可能是不太可能实现的，唯一可能使我们无法执行第9步的是某种灾难，或者某种重要资源（例如储量有限的能源）的枯竭。因此，根据这一论点，如果将来在火星上发现多细胞生命（假设其独立进化），将是一个坏消息。因为这意味着步骤2-6很容易，而只有1、7、8或9（或某些未知步骤）可能是一个大问题。
虽然步骤1-8已经在地球上发生，但其中任何一个看起来機率都很低。如果前七个步骤是计算可能性的必要先决条件（使用局部环境），那么人类偏见观测器无法从其（预先确定的）环境中推断出任何关于一般機率的訊息。
雅各布·哈克·米斯拉（Jacob Haqq Misra）、拉维·库马尔·科帕拉普（Ravi Kumar Kopparapu）和爱德华·施维特曼（Edward Schwieterman）在2020年的一篇论文中认为，目前和未来的望远镜在紫外线到近红外波长下擅长搜寻生命印迹。同时，可以在中红外波长检测技术印迹的望远镜的发展可以为深入了解大过滤器提供帮助。他们指出，如果将来发现了大量具有技术印迹的行星，那么我们的信心将大增，因为大过滤器已经过去。另一方面，如果我们发现生命是普遍的，而没有发现技术特征，那意味着大过滤器很可能出现在未来。

## 反响
有许多替代的理论可能允许智慧生命的进化普遍存在，既没有灾难性的自我毁灭，也没有明显的证据。这就是费米悖论的另一种可能的解释：“它们确实存在，但我们没有看到它们”。其他假说包括：在整个银河系中传递訊息成本太高；地球是被故意孤立的。
天体生物学家德克·舒尔泽·马库奇和威廉·贝恩（William Bains）回顾了地球上生命的历史，包括趋同进化，得出结论认为：只要有足够的时间，任何类地行星都可能出现氧化作用、真核细胞、多细胞生物和使用工具的智慧生物。他们认为，大过滤器可能是自然发生、人类水準智慧生物技术的进步，或者是由于自我毁灭或缺乏资源而无法抵达其他世界。
SETI协会的天文学家塞思·肖斯塔克认为，可以假设一个星系中充满了未能殖民地球的智慧外星文明。也许外星人缺乏殖民的意图和目的，或者耗尽了他们的资源，或者银河系被以一种异质的方式殖民化，或者地球可能位于“银河死水”中。虽然缺乏证据只是一种消极证明，但举例来说，未发现地外巨型工程（如戴森球）可能意味着大过滤器在起作用。这是否意味着通向智慧生命的一个步骤是不可能的？肖斯塔克说：
当然，这是费米悖论的一种变体：我们看不到广泛的大尺度工程的线索，因此我们必须得出结论:我们是孤独的。但这里可能存在缺陷的假设是：巨型构筑物是智慧的必然结果。由于惯性定律，较小的机器速度更快，运行所需的能量更少；在光速限制下，小型计算机内部通信更快。因此，先进文明有可能热衷于建设小型技术，没有动机在附近重新排布行星。例如。他们可能更喜欢建造纳米机器人。正如阿瑟·C·克拉克所说，我们还应该记住的是，真正先进的工程对我们来说就像魔术，或者根本无法识别。顺便说一句，我们才刚刚开始寻找像戴森球体这样的东西，所以我们不能真正排除它们。

## 延伸阅读
- Bostrom, Nick. . Journal of Evolution and Technology. Mar 2002, 9  [2022-07-17]. （原始内容存档于2019-08-01）.
- Ćirković, Milan M.; Vesna Milosevic-Zdjelar.  (PDF). Serbian Astronomical Journal. 2003, 166 (166): 1–11  [2022-07-17]. Bibcode:2003SerAJ.166....1C. doi:10.2298/saj0366001c . （原始内容存档 (PDF)于2022-05-08）.
- Ćirković, Milan M. . Journal of the British Interplanetary Society. 2004-08-27, 58: 62. Bibcode:2005JBIS...58...62C. arXiv:astro-ph/0408521 .
- Ćirković, Milan M.; Robert J. Bradbury. . New Astronomy. Jul 2006, 11 (8): 628–639. Bibcode:2006NewA...11..628C. arXiv:astro-ph/0506110 . doi:10.1016/j.newast.2006.04.003.
- Ćirković, Milan M. . Journal of the British Interplanetary Society. Jul 2008, 61: 246–254. Bibcode:2008JBIS...61..246C. arXiv:0805.1821 .
- Ćirković, Milan M. . Nick Bostrom; Milan M. Ćirković  (编). . Oxford University Press. 2008.
- Dvorsky, George. . Sentient Developments. 2007-08-04  [2022-07-17]. （原始内容存档于2012-06-05）.
- Hanlon, Michael. . Palgrave Macmillan. 2008. ISBN 978-0-230-21931-1.